# ماتیاس، میشیگان
ماتیاس (به انگلیسی: Mathias Township) یک منطقهٔ مسکونی در ایالات متحده آمریکا است که در شهرستان آلگر، میشیگان واقع شده‌است.
 ماتیاس ۱۸۶٫۵ کیلومتر مربع مساحت و ۵۵۴ نفر جمعیت دارد و ۲۴۰ متر بالاتر از سطح دریا واقع شده‌است.